# Franco Di Santo
Franco Di Santo (ur. 7 kwietnia 1989 w Mendozie) – argentyński piłkarz występujący na pozycji napastnika w tureckim klubie Göztepe SK.

## Kariera klubowa
Franco Di Santo urodził się 7 kwietnia 1989 roku w Mendozie. Profesjonalną karierę piłkarską rozpoczynał w chilijskim klubie Audax Italiano. Jako młodzieniec porównywany był do legendy argentyńskiej piłki nożnej – Diego Maradony. W styczniu 2008 roku jego pozyskaniem zainteresowane były czołowe angielskie zespoły – Chelsea, Manchester United i Liverpool.
25 stycznia 2008 roku Di Santo podpisał czteroipółletni kontrakt z Chelsea. Początkowo występował w rezerwach, natomiast w pierwszym zespole zadebiutował 31 sierpnia 2008 roku w zremisowanym 1:1 meczu z Tottenhamem. 1 października wystąpił po raz pierwszy w spotkaniu Ligi Mistrzów – zagrał przez ostatni kwadrans w pojedynku z rumuńskim CFR Cluj. W sezonie 2008/2009 w barwach Chelsea rozegrał łącznie 16 meczów, w tym osiem w lidze angielskiej.
3 sierpnia 2009 roku Di Santo został wypożyczony do Blackburn Rovers. W nowym zespole zadebiutował w spotkaniu z Manchesterem City. 18 października strzelił pierwszego gola w Premier League, przyczyniając się do zwycięstwa 3:2 nad Burnley. Pod koniec grudnia 2009 roku jego wypożyczenie zostało przedłużone do końca czerwca 2010. W całym sezonie Di Santo rozegrał łącznie 25 meczów, w tym 22 w lidze. 31 sierpnia 2010 roku przeszedł za nieujawnioną kwotę do Wigan Athletic z którym podpisał trzyletni kontrakt. W jego barwach po raz pierwszy wystąpił w pojedynku przeciwko Sunderlandowi.
14 sierpnia 2013 roku podpisał 3-letni kontrakt z Werderem Brema.
25 lipca 2015 roku podpisał czteroletni kontrakt z FC Schalke 04. Klub zapłacił za niego 6 milionów euro.

## Kariera reprezentacyjna
Franco Di Santo zadebiutował w reprezentacji Argentyny U-20 w 2006 roku, a pierwszego gola strzelił w spotkaniu z Francją. Wziął udział w Młodzieżowych Mistrzostwach Ameryki Południowej (2007), w których Argentyna zajęła drugie miejsce, a on zdobył jedną bramkę – w wygranym 6:0 pojedynku z Wenezuelą. Di Santo był także powołany na kolejne mistrzostwa (2009), lecz nie wystąpił w nich ze względu na liczne kontuzje zawodników Chelsea. Łącznie w reprezentacji U-20 rozegrał 25 meczów i strzelił pięć goli. 14 listopada 2012 zadebiutował w dorosłej reprezentacji w zremisowanym 0:0 towarzyskim meczu z Arabią Saudyjską.